# Olten

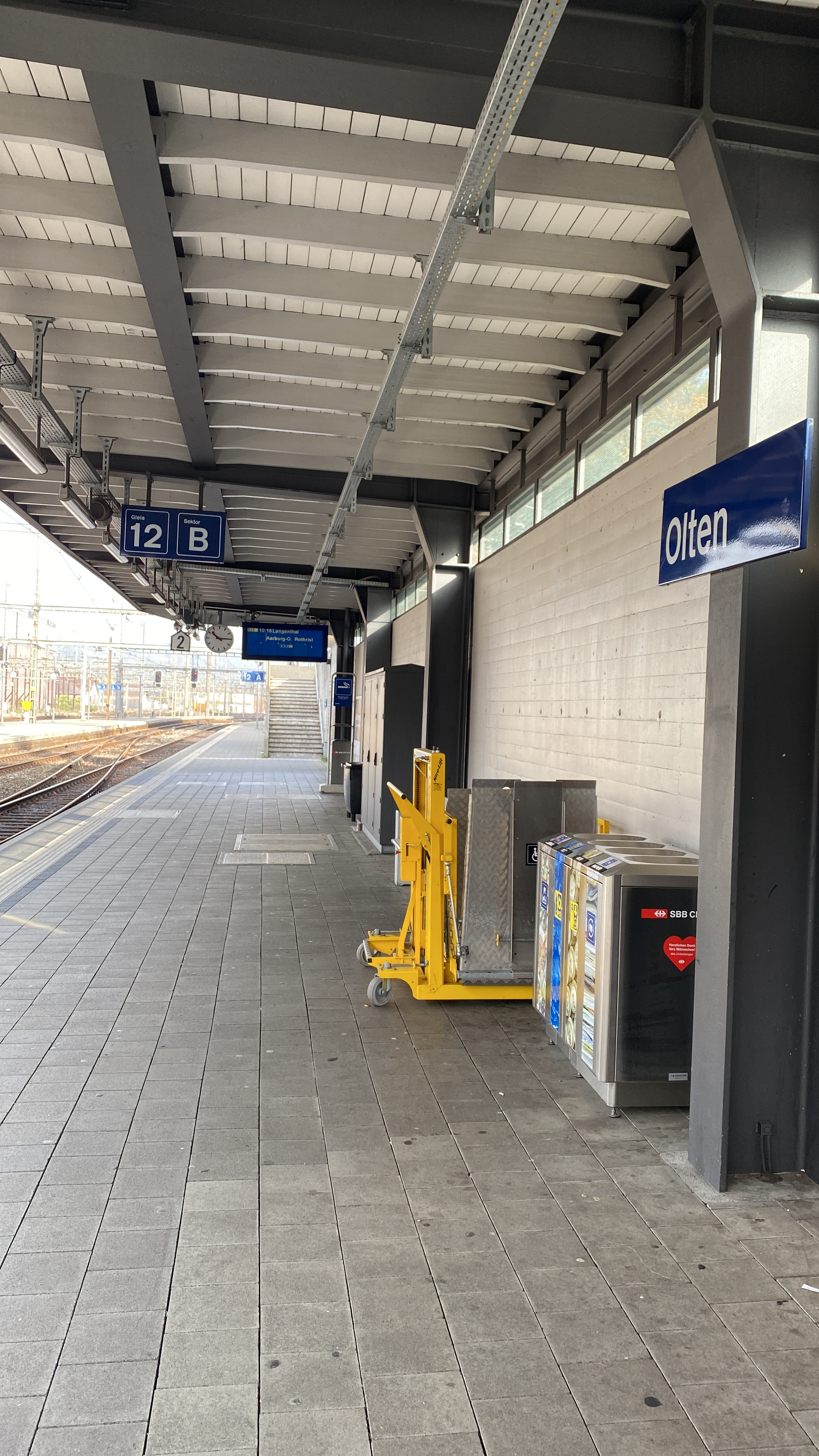
Estación ferrocarril en Olten

Olten es una ciudad y comuna suiza del cantón de Soleura, capital del distrito de Olten. Es la ciudad más poblada del cantón, tiene 16.500 habitantes. 
La ciudad es conocida por su estación de trenes, que es una de las más antiguas de Suiza y constituye una de las principales vías de conexión del país, pues tanto el tráfico ferroviario que va de norte a sur, como el que va de este a oeste, debe pasar por Olten. La industria de Olten se encuentra desarrollada y constituye el centro de trabajo más grande de la región.

## Geografía

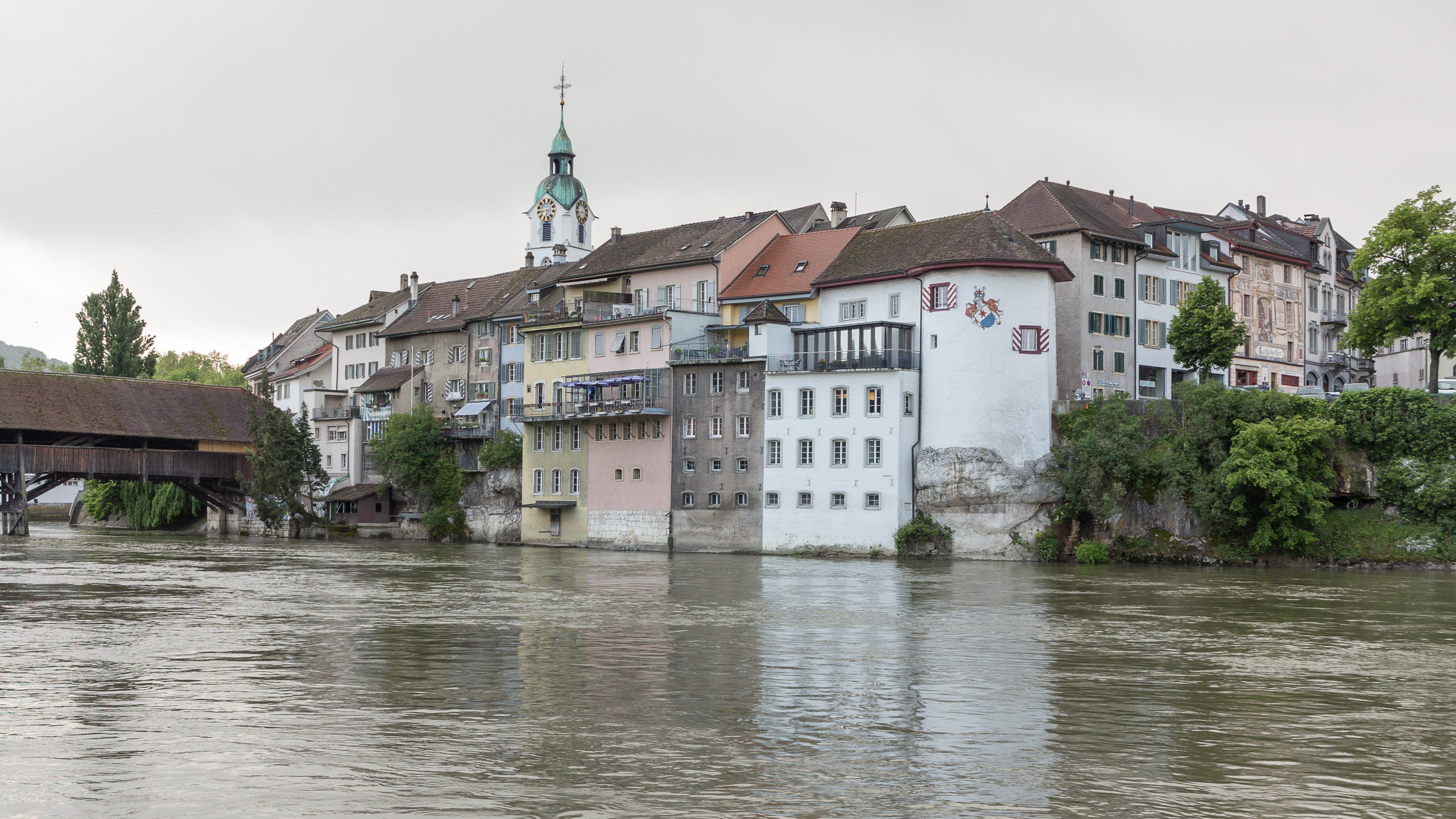
Olten y río Aar

La ciudad de Olten se encuentra situada en la meseta suiza, al sur de la cordillera del Jura. El río Aar atraviesa la ciudad y la parte en dos. La ciudad limita al norte con las comunas de Trimbach y Winznau, al este con Starrkirch-Wil y Dulliken, al sur con Aarburg (AG) y Rothrist (AG), y al occidente con Boningen, Kappel y Wangen bei Olten.

## Ciudades hermanadas
- Altenburg.
- Stierva.

## Conexiones ferroviarias

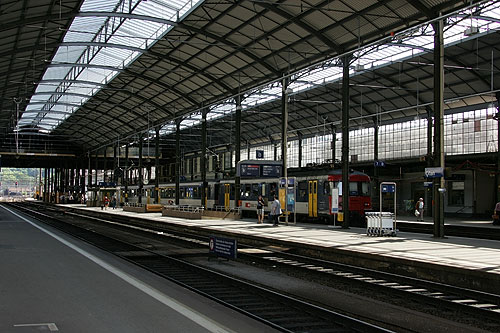
Estación ferroviaria de Olten.

- Línea ferroviaria Ginebra - Lausana - Friburgo - Berna - Olten - Zúrich - San Galo
- Línea ferroviaria Ginebra - Neuchâtel - Biel/Bienne - Olten - Zúrich
- Línea ferroviaria Basilea - Olten - Zúrich
- Línea ferroviaria Basilea - Liestal - Olten - Berna - Thun - Brig
- Línea ferroviaria Basilea - Olten - Lucerna - Bellinzona - Lugano